# 香港魔芋
香港魔芋（学名：Amorphophallus oncophyllus）是天南星科魔芋属的植物。分布在印度安达曼群岛、泰国、马来半岛以及中国大陆的广东省等地。